# 3-氟脱氯氯胺酮
3-氟脱氯氯胺酮（3F-DCK, 3-FDCK）是一种娱乐性策划药，结构和氯胺酮相似，可由3-氟苯甲醛、溴环戊烷和甲胺为原料经多步反应制得。它在2019年8月被芬兰法律禁止。